# Joseph Tillie
Joseph Tillie est un homme politique français né le 24 octobre 1881 à Saint-Omer (Pas-de-Calais) et décédé le 20 mars 1946 à Saint-Omer.

## Biographie
Chirurgien-dentiste, il est conseiller municipal de Saint-Omer en 1908 et maire de 1935 à 1944, conseiller général du canton de Saint-Omer-Nord en 1919 et député du Pas-de-Calais de 1932 à 1936, réélu au second tour des élections législatives françaises de 1936 dans le Pas-de-Calais, inscrit au groupe des Républicains de gauche. Maintenu comme maire en 1941, il entre au Conseil national de Vichy et devient président du conseil département du Pas-de-Calais en 1943. Il cesse toute activité politique après la Libération.

## Sources
- « Joseph Tillie », dans le Dictionnaire des parlementaires français (1889-1940), sous la direction de Jean Jolly, PUF, 1960 [détail de l’édition]